# La Ciranda
La Ciranda är en ort i Mexiko.   Den ligger i kommunen Susupuato och delstaten Michoacán de Ocampo, i den södra delen av landet, 130 km väster om huvudstaden Mexico City. La Ciranda ligger 1 610 meter över havet och antalet invånare är 101.
Terrängen runt La Ciranda är huvudsakligen kuperad, men söderut är den bergig. Runt La Ciranda är det ganska glesbefolkat, med 36 invånare per kvadratkilometer. Närmaste större samhälle är Ixtapan del Oro, 11,4 km öster om La Ciranda. I omgivningarna runt La Ciranda växer huvudsakligen savannskog.